# Klauss Vianna
Klauss Vianna (Belo Horizonte, 1928 — São Paulo, 1992) foi um bailarino e coreógrafo brasileiro.
Teve aulas de balé clássico no período de 1944 a 1948 com Carlos Leite, com quem se formou. Fez curso com Maria Olenewa em 1949, em São Paulo, e cursos de Anatomia Aplicada ao Movimento e Iniciação Musical na UFBA.
Escreveu o livro A Dança, e desenvolveu um método próprio para a expressão corporal na dança e no teatro, que seu filho Rainer posteriormente viria a sistematizar (a chamada Técnica Klauss Vianna). Fundou, junto a Angel Vianna (sua esposa), o Balé Klauss Vianna, em 1962. Lecionou na Escola de Dança da Universidade Federal da Bahia, onde revolucionou o curso incluindo na grade aulas de Anatomia à Capoeira.
Foi professor de balé clássico na Escola Municipal de Bailados, no Teatro Municipal do RJ de 1966 a 1980; no Estúdio Tatiana Leskova de 1966 a 1974; e na PUC/RJ de 1975 a 1976.
Foi diretor da Escola de Bailado Municipal de São Paulo entre 1981 e 1985 e diretor artístico do Balé da Cidade de São Paulo, e membro do Conselho Estadual de Dança da Secretaria de Cultura do Estado de São Paulo (1982).

## Trabalhos escolhidos
- Caso do vestido (1955)
- Cobra grande (1957)
- Arabela, a donzela e o mito (1960)
- Navalha na carne (1965)
- O jardim das cerejeiras (1966)
- O arquiteto e o imperador (1970)
- As hienas (1971)
- A dama de copas e o rei de Cuba (1974)
- Teu nome é mulher (1978)